# Portret matki (obraz Henryka Rodakowskiego)
Portret matki (Portret pani R.) – obraz olejny malarza Henryka Rodakowskiego. Dzieło jest przechowywane w Muzeum Sztuki w Łodzi.

## Opis
Obraz przedstawia matkę artysty, Marię z Singerów Rodakowską (1796-1874). Dzieło zostało rozpoczęte we Lwowie w 1853 r. podczas paromiesięcznego pobytu malarza w tym mieście i dokończone w Paryżu. Następnie Portret został wystawiony na Salonie paryskim w tym samym roku. Na obrazie Rodakowski ukazał swoją ponad pięćdziesięcioletnią matkę, lekko uśmiechniętą i stojącą ze złożonymi rękami. Jej sylwetka, spowita czarną suknią, prawie zlewa się z ciemnym jednorodnym tłem. Jedynymi jasnymi elementami na obrazie są dłonie, twarz kobiety i białe koronki. Realistycznie oddane szczegóły anatomiczne i kunsztowna delikatność koronek zostały zrównoważone przez uogólnione ujęcie sylwetki wtapiającej się w tło. Z postaci emanuje łagodność, ale jednocześnie pewne dostojeństwo.

## Odbiór
Obraz wystawiony na Salonie wywołał entuzjastyczne reakcje. Pisali o nim m.in. Prosper Mérimée i Théophile Gautier, a opinie krytyki francuskiej były na bieżąco relacjonowane w polskiej prasie. Eugène Delacroix, który widział obraz w pracowni Rodakowskiego ocenił Portret matki wyżej niż wystawiony w poprzednim roku Portret generała Henryka Dembińskiego, który również go zachwycił. Delacroix zapisał w swoim dzienniku pod datą 8 marca 1853 r.: "widziałem prawdziwe arcydzieło". Krytycy chwalili doskonały koloryt, precyzję modelunku, 
subtelną fakturę obrazu. Widziano w nim wpływy malarstwa flamandzkiego, wymieniano w tym kontekście Van Dycka.
Współcześni krytycy wysoko oceniają Portret matki, wymieniając go jako najlepsze dzieło Rodakowskiego. Według dość zgodnych opinii malarz w swej twórczości nie osiągnął już nigdy tak wysokiego poziomu jaki zaprezentował malując swoją matkę. Portret jest określany jako obraz poetycki, mający cechy kameralności i monumentalności i jako szczytowe dzieło zarówno realizmu jak i romantyzmu.